# Xã Grand River, Quận Perkins, South Dakota
Xã Grand River (tiếng Anh: Grand River Township) là một xã thuộc quận Perkins, tiểu bang Nam Dakota, Hoa Kỳ. Năm 2010, dân số của xã này là 17 người.